# Sympetrum maculatum
Sympetrum maculatum är en trollsländeart som beskrevs av Mamoru Oguma 1922. Sympetrum maculatum ingår i släktet ängstrollsländor, och familjen segeltrollsländor. IUCN kategoriserar arten globalt som starkt hotad. Inga underarter finns listade i Catalogue of Life.